# Гарибай Кинтана, Анхель Мария
Анхель Мария Гарибай Кинтана (исп. Ángel María Garibay Kintana; 1892—1967) — мексиканский католический священник, миссионер, историк и лингвист, исследователь доколумбовых цивилизаций и современных индейских языков, переводчик античной литературы на испанский язык. Учитель Мигеля Леон-Портилья — крупного исследователя философии и языка науа.

## Биография
Осиротел в пятилетнем возрасте, его воспитанием занималась сестра. В 1906 году был принят в духовную семинарию в Мехико, где в первую очередь преуспел в языках: он начал изучать латинский, древнегреческий и иврит. В 1917 году принял сан священника и был направлен в приход Шилотепек, где жили в основном отоми. Там он выучил науатль и заинтересовался доколумбовыми культурами, в своём приходе он помогал индейцам в культурном и экономическом развитии, способствовал развитию образования и здравоохранения. С 1924 года — профессор гуманитарных наук и риторики в семинарии Мехико. С 1940-х годов стал активно публиковаться, не прерывая священнического служения в разных приходах.
В 1952 году избран почётным членом Мексиканской академии языка и литературы, а в 1954 году стал действительным академиком. В 1956 году на 400-летний юбилей Национального автономного университета Мексики получил докторскую степень Honoris Causa, тогда же перешёл на работу в Институт исторических исследований и возглавил семинар культуры науа. В 1962 году избран действительным членом Мексиканской исторической академии, тогда же удостоен Медали Белисарио Домингеса. В 1965 году удостоен Национальной премии по литературе.
Среди научных работ выделяются переиздания «Всеобщей истории вещей Новой Испании» Бернардино де Саагуна, «История литературы науа» в 2 томах, «Поэзия науа» в 3 томах. Между 1962—1966 годами издал в переводе на испанский язык все трагедии и комедии Эсхила, Софокла, Еврипида и Аристофана.

## Основные труды
- La poesía lírica azteca, esbozo de síntesis crítica, 1937
- Llave del náhuatl, 1940
- Poesía indígena de la altiplanicie, 1940
- Épica náhuatl, 1945
- «Paralipómenos de Sahagún», en la revista Tlalocan, 1943—1946
- Historia de la literatura náhuatl, 2 v., 1953—1954
- Veinte himnos sacros de los nahuas, 1958
- Vida económica de Tenochtitlan, 1961
- Poesía náhuatl, 3 vols., 1964—1967
- Panorama literario de los pueblos nahuas, 1963.